# Erinella nivea
Erinella nivea är en svampart som beskrevs av Penz. & Sacc. 1904. Erinella nivea ingår i släktet Erinella och familjen Hyaloscyphaceae.   Inga underarter finns listade i Catalogue of Life.